# Joe Keenan
Joseph Keenan (*Southampton, Inglaterra, 14 de octubre de 1982), futbolista inglés. Juega de volante y su primer equipo fue Chelsea FC. 

## Clubes
| Club              | País         | Año       |
| ----------------- | ------------ | --------- |
| Chelsea FC        | Inglaterra   | 2001-2003 |
| KVC Westerlo      | Bélgica      | 2004-2005 |
| Willem II Tilburg | Países Bajos | 2005-2007 |
| Melbourne Victory | Australia    | 2007-2008 |
| Hibernian FC      | Escocia      | 2008-     |

- Datos: Q928478